# NGC 3356
NGC 3356 ist eine Spiralgalaxie vom Hubble-Typ Sbc im Sternbild Löwe auf der Ekliptik. Sie ist schätzungsweise 271 Millionen Lichtjahre von der Milchstraße entfernt.
Das Objekt wurde am 17. April 1784 vom deutsch-britischen Astronomen Wilhelm Herschel entdeckt.